# Albertsplatz 6

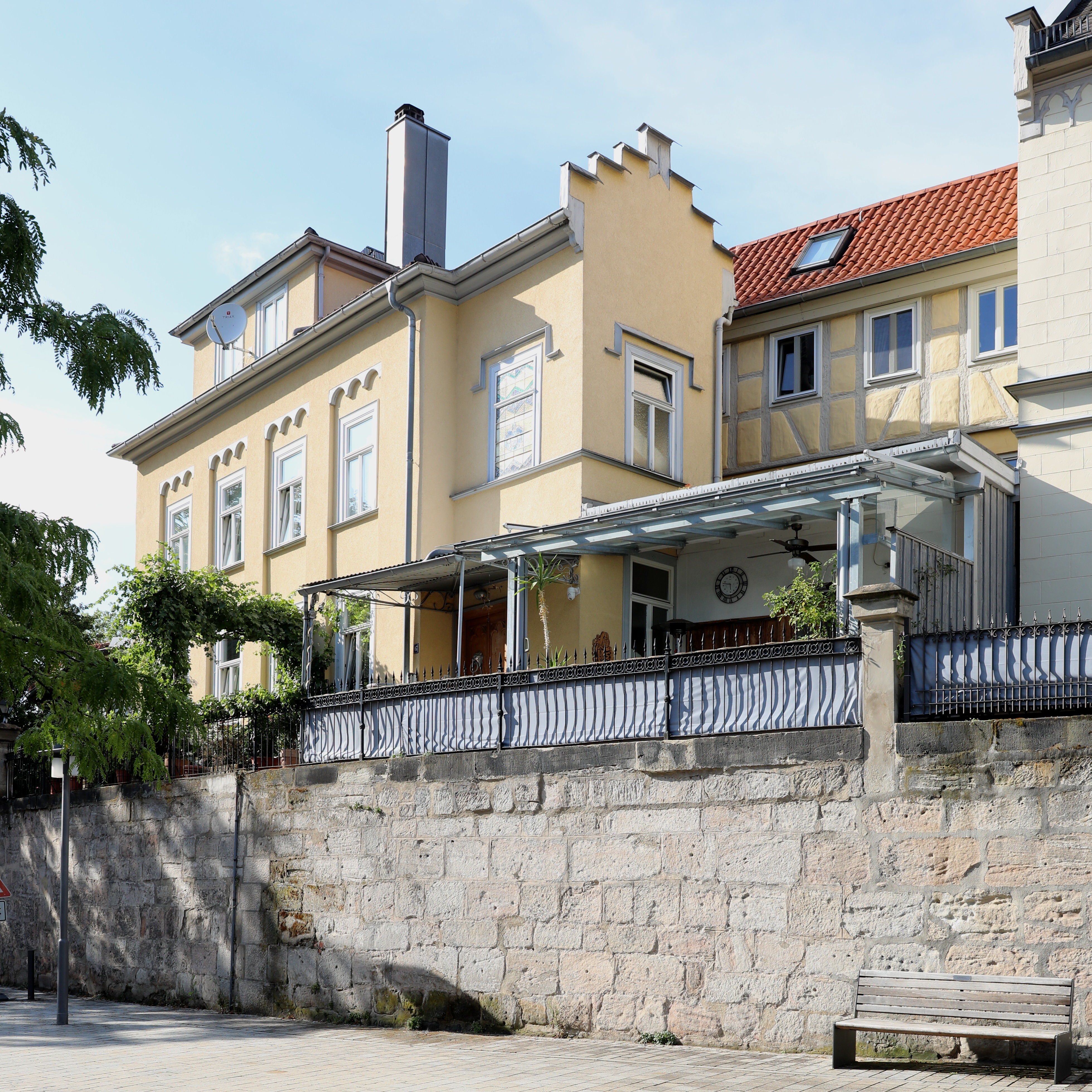
Albertsplatz 6 in Coburg

Das Haus Albertsplatz 6 in der oberfränkischen Stadt Coburg ist ein 1878 errichtetes, neugotisches Wohnhaus, das als Baudenkmal in der Bayerischen Denkmalliste eingetragen ist.

## Geschichte
Ab 1782 wurde am heutigen Albertsplatz die innere Stadtmauer bis auf die Sockelreste abgebrochen, zur Schaffung einer Grünanlage, der Stadtgraben trockengelegt und verfüllt. Im Jahr 1873 erwarb die Gutsbesitzerwitwe Margaretha Friederike Ludloff, Frau von Julius Christian Louis Ludloff, ein kleines rückwärtiges Wohnhaus mit Hofraum und Nebengebäude am Albertsplatz vom Konditor Rudolph Weiß, der Bauherr des Nachbarhauses Albertsplatz 5/5a war. Sie ließ 1878 im Bereich der ehemaligen Stadtmauer und des alten Gebäudes einen Wohnhausneubau durch den Baumeister Friedrich Francke errichten.
Im Jahr 1895 erwarb der Oberkellner Franz Brückner das Anwesen und veranlasste 1909 den Anbau eines Treppenhauses an der rechten Seite durch den Baumeister Georg Kempf. Der Dacherker wurde 1929 eingebaut. Im Jahr 1978 erfolgte eine Sanierung des Hauses.

## Architektur
Das zweigeschossige, verputzte Traufseithaus mit einem flachen Satteldach steht am Albertsplatz zurückgesetzt von der neuen Mauerkrone der ehemaligen Stadtmauer. Ein alter Eisenzaum begrenzt die Vorgartenterrasse, die ein seitlicher Treppenaufgang mit einem Zwischenpodest erschließt. Die vierachsige Fassade gliedern zwischen den Fenstern stockwerksübergreifende Lisenen, die über den Fenstern des ersten Obergeschosses durch Rundbogenfriese miteinander verbunden sind. Der zurückgesetzte, einachsige Treppenhausanbau mit dem Hauseingang hat einen Treppengiebel, eine Buntverglasung und eine winklige Fensterverdachung.